# Rodolfo Candelaria Work
Rodolfo Candelaria Work (El Paso, Texas, 12 de gener de 1932 - Palafrugell, 2022) va ser un dibuixant i pintor estatunidenc. Va realitzar els seus estudis a Mèxic DF i a Oxford, on els companys d'estudi li van recomanar la Costa Brava. Va anar a Calella de Palafrugell el 1958, lloc a on residirà en llargues etapes de la seva vida.
Una part important de la seva obra se centra en personatges i indrets calellencs. El mes de febrer de l'any 2000 va fer donació de la major part de la seva obra a l'Ajuntament de Palafrugell, un fons amb més de 2000 peces que inclou olis de gran format, dibuixos, gravats, collages i escultures.
En diferents espais públics de Palafrugell es troben algunes de les seves escultures de gran format realitzades amb col·laboració amb industrials del ferro. El 2008 es crea l'Associació d'Amics de Rodolfo Candelaria i s'inaugura la sala Espai Candelaria. Des de l'any 2008 l'àrea d'educació de l'ajuntament i l'Associació d'Amics de Rodolfo Candelaria organitzen els premis de la Mostra de pintura Rodolfo Candelaria en la qual participen alumnes de les escoles de la vila. Candelaria rep el Premi Peix Fregit l'any 2009. Col·labora amb la revista Nou Palafrugell des del mes de març de 2011, on publica articles sobre la seva vida i obra.
El 2016 va ingressar a l'Arxiu Municipal de Palafrugell un fons on destaquen les imatges de la seva vida i obra i el recull de premsa que ens permet conèixer la seva trajectòria artística.